# مقاطعة بوئين ومياندشت
مقاطعة بوئين ومياندشت (بالفارسية: شهرستان بوئین و میاندشت) هي مقاطعة تقع في إيران في أصفهان. يقدر عدد سكانها بـ 95,389 نسمة .